# 岩田華怜
岩田華怜（日语：岩田 華怜，1998年5月13日—）是日本女演員，女藝人，為女子偶像團體AKB48 Team A前成員，宮城縣仙台市出身，现无所屬經紀公司。暱稱為「Karen」（カレン）。2024年6月，由于个人发展因素考量，岩田華怜出走美国。
於2011年3月參加AKB48研究生甄選之際正巧遇上東日本大震災而成為受災戶，以致她在出道之後有不少的工作都跟賑災有關。另外，岩田也是AKB48成員中較積極參與聲優相關工作的成員之一，除了為日本動畫《AKB0048》中的本宮凪沙一角配音演出外，也是配合該動畫發展出的衍生團體「NO NAME」的成員之一。在加入AKB48前，原本是宮城縣的地方性經紀公司MOC Planning旗下的藝人。

## 經歷

### 加入AKB48和311大地震
出身自宮城縣仙台市的岩田華怜在還是小學生的時候已經出演過音樂劇，也是「MJ Irene Musical Academy」的高級班1期生。
2011年2月，當時小學六年級的岩田華怜因仰慕AKB48的領軍人物高橋南，所以參加了AKB48第12期研究生甄選，並成功通過，將於3月13日接受AKS研究生審查。不過很不幸，在審查兩日前的3月11日，發生東北地方太平洋近海地震，震央位於仙台市以東的太平洋海域。岩田一家亦受災，須到祖父母的家中暫住。研究生審查雖然因此延後，但生活經歷劇變的岩田卻萌生放棄的念頭。然而，母親卻支持她上京，說：「要是加入AKB，再回來故鄉，不就能夠成為一股很大的力量嗎？」岩田因此參加了這次審查並及格，正式成為AKB48的研究生。4月，她初次於AKB48劇場亮相。
岩田因為是AKB48集團當時二百多名成員中唯一有受災戶身份的成員，所以她部份演藝活動跟這次災難相關。2012年5月，NHK東日本大震災復興應援計劃「向着明天」（明日へ）發行賑災單曲《花正在開》，由來自災地的多名藝人演唱，岩田和出身自岩手縣的仲谷明香亦有參與。單曲亦收錄了岩田的獨唱版本。她曾於2013年1月播出的《MUSIC JAPAN》獨自演唱這首歌。此外，從2012年8月起，由岩田旁白、每集時長1分鐘的電視節目《向著明天的1min 華怜的復興日曆》（明日へ1min カレンの復興カレンダー）播映。

### 初試聲優和NO NAME
2011年10月，傳出將會製作首部以AKB48為主題的電視動畫《AKB0048》的消息，其中為九名主要角色配音的聲優將會從AKB48、SKE48、NMB48和HKT48中選出。12月13日，製作方為此舉辦聲優選拔。岩田跟渡邊麻友、石田晴香等九名成員被選出。她在《AKB0048》中聲演的角色是女主角「本宮凪沙」。
這九名成員其後組成聲優組合「NO NAME」，為《AKB0048》演唱了片頭曲《關於希望》（希望について）和片尾曲《夢將不斷重生》（夢は何度も生まれ変わる）。這兩首歌曲收錄在NO NAME的第1張單曲《關於希望》中。其後第二季《AKB0048 Next Stage》於2013年播出，新主題曲《將淚水獻給你》（この涙を君に捧ぐ）成為她們的第2張單曲。這兩張單曲在Oricon公信榜上分別取得第3名和第2名。隨着動畫結束，以及部分成員從48集團畢業離隊，NO NAME亦變得名存實亡，岩田初次聲優體驗亦隨之完結。

### 晉升為正式成員
2012年3月24日，在「業務連絡。拜託了，片山部長！」演唱會上，AKB48劇場經理戶賀崎智信宣布岩田華怜跟加藤玲奈、川榮李奈、高橋朱里和田野優花同時晉升到Team 4。當時13歲又316日的岩田打破了由藤江麗奈於2008年創下的最年輕晉升紀錄（14歲又54日），成為當時整個組合內最年輕的正式成員。
其後於5月23日發行的新單曲《仲夏的Sounds good!》中，她得以首次進入選拔組。不過，她的Team 4生活卻只有約半年——8月24日，在AKB48首個東京巨蛋演唱會上，戶賀崎智信宣布廢除「Team 4」制度，其16名成員各自分配到Team A、Team K和Team B。岩田在這次「再組閣」中被調動到由篠田麻里子帶領的Team A。11月2日，新Team A舉行首場劇場公演，岩田演唱的分組曲為《玻璃般的我愛你》（ガラスの I LOVE YOU）。
2014年2月24日於Zepp DiverCity舉辦的「AKB48集團大組閣祭」時被移籍至SKE48 Team S，之後提出異議申請，移籍取消，同月27日續留AKB48 Team A（與她同隊的菊地彩香被移籍至NMB48 Team N，同樣提出異議申請，也得以續留AKB48 Team A）。
2016年1月5日，宣布畢業。同年3月15日，于AKB48劇場举行了岩田華怜的畢業公演。

### 演员事业
自组合毕业后，岩田专注于演员事业，参与了舞台《槍彈辯駁 希望學園與絕望高中生》，舞台《Wake Up, Girls! 青叶的记录》，电影《咲-Saki-阿知賀篇 episode of side-A》等的演出。从2022年6月开始，她出演了正在东京演出的舞台剧《哈利波特：被詛咒的孩子》。
2024年取得美国艺术家签证，从6月起出国留学三年，学习语言和戏剧。

## 人物
自我介紹詞（catch phrase）是「既可愛又華麗的伊達娘」（可憐で華麗な伊達娘）的岩田華怜十分喜歡動漫。她曾提到喜歡的動畫和漫画包括：《銀魂》、《青之驅魔師》、《搞笑漫畫日和》、《惡魔奶爸》、《鋼之鍊金術師》、《爆漫王。》、《ONE PIECE》、《AKB49〜恋愛禁止条例〜》、《無頭騎士異聞錄 DuRaRaRa!!》、《我的朋友很少》、《B.A.D.事件簿》等等。
岩田的母親菅原美話是在宮城縣活動、以自由主播為主要工作領域的地方型藝人，但因陪伴加入AKB48的岩田前往東京發展而辭去了所有在宮城當地的工作，淡出演藝圈。除此之外，岩田的舅公是資深演員原田大二郎。岩田華怜在2013年1月無意間公開原田大二郎是其舅公後，歌迷都表示十分驚訝。
他的爱好是日本麻雀，经常出现在麻将节目中大显身手。

### AKB48成员相關
- 因經常受到前輩佐藤亞美菜的關心和照顧，而視其作姐姐一樣的存在。在佐藤亞美菜宣佈畢業後，在G+上留言說心情一直難以平伏。

- 與同期的高橋朱里關係密切，曾在一起逛街時買了一對的吊墜，並在背後刻下自己和朱里名字的首個字母。

- 喜歡岡田奈奈，曾在AKBINGO!節目上表示想跟她交往。

## 參與歌曲

### AKB48單曲CD
|      | 發行日期       | 單曲名稱           | 參與歌曲名稱       | 名義                | 收錄版本 | MV | 備註   |
| ---- | -------------- | ------------------ | ------------------ | ------------------- | -------- | -- | ------ |
| 23rd | 2011年10月26日 | 風正在吹           | 蓓蕾               | Team 4+研究生       | 劇場盤   |    | 研究生 |
| 25th | 2012年2月15日  | GIVE ME FIVE!      | NEW SHIP           | Special Girls A     | Type-A   | ★  |        |
| 26th | 2012年5月23日  | 仲夏的Sounds good! | 仲夏的Sounds good! |                     | 所有版本 | ★  | A面曲  |
| 27th | 2012年8月29日  | 格子花紋           | 那一天的風鈴       | Waiting Girls       | 劇場盤   |    |        |
| 28th | 2012年10月31日 | UZA                | 下一個Season       | Under Girls         | 所有版本 | ★  |        |
| 28th | 2012年10月31日 | UZA                | 孤獨的星空         | Team A              | Type-A   | ★  |        |
| 29th | 2012年12月5日  | 永遠的壓力         | 我們的Reason       |                     | 劇場盤   |    |        |
| 30th | 2013年2月20日  | So long!           | Ruby               | Team A              | Type-A   | ★  |        |
| 31st | 2013年5月22日  | 再見自由式         | 薔薇的果實         | Under Girls         | 所有版本 | ★  |        |
| 31st | 2013年5月22日  | 再見自由式         | 活下去             | Team A              | Type-A   | ★  |        |
| 33rd | 2013年10月30日 | 真心电流           | 快速与动体视力     | Undergirl           | 所有版本 | ★  |        |
| 33rd | 2013年10月30日 | 真心电流           | 倒数KISS           | Team A              | Type-A   | ★  |        |
| 35th | 2014年2月26日  | 勇往直前           | KONJO              | Talking Chimpanzees | Type-C   | ★  |        |
| 36th | 2014年5月21日  | 拉布拉多犬         | 你如此的任性       | Team A              | Type-A   | ★  |        |
| 37th | 2014年8月27日  | 心意告示牌         | 水手服殭屍         | 牛奶行星            | Type-D   | ★  |        |
| 38th | 2014年11月26日 | 希望無限           | 順從的Slave        | Team A              | Type-A   | ★  |        |
| 38th | 2014年11月26日 | 希望無限           | 我想歌唱           | 嘉德麗亞蘭組        | Type-C   | ★  |        |
| 42nd | 2015年12月9日  | 紅唇Be My Baby     | 溫柔的place        | Team A              | Type-A   | ★  |        |
| 43rd | 2016年3月9日   | 你就是旋律         | 獻給M.T.           | Team A              | 劇場盤   |    |        |

* 標註有「★」符號者表示該首歌曲有拍攝對應的MV，且岩田華怜也參與了影片拍攝。

### AKB48專輯CD
|     | 發行日期      | 專輯名稱 | 參與歌曲名稱      | 名義                    | 備註 |
| --- | ------------- | -------- | ----------------- | ----------------------- | ---- |
| 4th | 2012年8月15日 | 1830m    | 直角Sunshine      | Team 4                  |      |
| 4th | 2012年8月15日 | 1830m    | 藍天 不會寂寞嗎？ | AKB48+SKE48+NMB48+HKT48 |      |
| 5th | 2014年1月22日 | 未来轨迹 | 足以确信的东西    | Team A                  |      |

### NO NAME
|     | 發行日期      | 單曲名稱     | 最高週榜排名 | 備註                                          |
| --- | ------------- | ------------ | ------------ | --------------------------------------------- |
| 1st | 2012年8月1日  | 關於希望     | 3            |                                               |
| 2nd | 2013年4月10日 | 將淚水獻給你 | 2            | 其中Type-D收录了与 渡边麻友对唱的《无望之泪》 |

### 其他
| 發售日期      | 專輯名稱 | 參與歌曲名稱          | 最高週榜排名 | 唱片公司  | 備註                           |
| ------------- | -------- | --------------------- | ------------ | --------- | ------------------------------ |
| 2012年5月23日 | 花正在開 | 花正在開              | 17           | FlyingDog | 支援東日本大震災災民的賑災單曲 |
| 2012年5月23日 | 花正在開 | 花正在開 岩田華怜ver. | 17           | FlyingDog | 支援東日本大震災災民的賑災單曲 |

## 演出

### 綜藝節目
- （2003年－2010年、東日本放送）：環節
- 《邁向明日的1分鐘「華怜的復興日曆」（日语：NHK東日本大震災プロジェクト）》（2012年8月28日－2014年3月17日，NHK綜合台）：此節目是NHK針對311東北大震之後災區的復建工程所推出的一系列相關節目（NHK東日本大震災計畫）之一部分。由實際上是受災戶的岩田擔任領航員/旁白，介紹NHK在官方網站上設置的「邁向明日部落格」（ （页面存档备份，存于））所收到的民眾投稿。是每週一播出一次，片長約1分鐘的帶狀短作品。正式節目是自2012年8月28日開播，但在開播前的7月21日曾播出一個開播前導特集（カレンの復興カレンダー・キックオフ特番）。2014年3月每週的帶狀節目結束之後，「華怜的復興日曆」改收錄於同屬NHK東日本大震災計畫的另一個節目《邁向明日（日语：明日へ -支えあおう-）》中，並改為一季播放一次、每集片長10分鐘的型式。
  - 《華怜的復興日曆特集》（カレンの復興カレンダースペシャル，2012年10月14日、2013年12月1日，NHK綜合台[28]）：片長48分鐘的特集版。
  - 《華怜的復興日曆 2014夏》（カレンの復興カレンダー 2014夏，2014年8月11日，NHK綜合台[29]）
  - 《華怜的復興日曆 2015冬》（カレンの復興カレンダー 2015冬，2015年2月1日，NHK綜合台[30]）
  - 《華怜的復興日曆 2015秋》（カレンの復興カレンダー 2015秋，2015年9月21日，NHK綜合台[31]）
- 《AKB48的牛舌女孩們（日语：AKB48の牛舌GIRLS）》（2014年4月6日－9月28日，仙台放送）：AKB48在東北地區的第一個冠名節目，由岩田夥同名取稚菜、小嶋菜月、森川彩香與佐藤堇（佐藤すみれ），5名成員共同演出。是個以宮城縣為主要外景對象、以東北地區為播放範圍的綜藝節目[32][33]。

### 電視動畫
※主要角色以粗體字来顯示。
- 《AKB0048》（2012年4月29日－7月22日）：聲演 本宮凪沙
- 《AKB0048 Next Stage》（2013年1月5日－3月30日）：聲演 本宮凪沙

### 電視劇
- 《馬路須加学園3》第8集（2012年9月7日，東京電視台）：飾演 女囚
- 《水手服殭屍》 全劇（2014年4月19日－7月19日、東京電視台）：飾演 Karen（Milk Planet）
- 《馬路須加學園4》 （2015年1月20日 - 3月31日、日本電視台）：飾演 政宗（マサムネ）
- 《咲-Saki-阿知賀篇 episode of side-A》 （2017年12月3日 - 2018年1月7日、MBS電視台）：飾演 亦野誠子
- 《忘卻的幸子（日语：忘却のサチコ）》 （2017年12月8日、東京電視台）：飾演 桃乃もぎか

### 電影
- 《所羅門的偽證：前篇‧開庭／後篇‧終審（日语：ソロモンの偽証）》 （2015年3月7日・4月11日、松竹）：飾演 河原沙織
- 《殿下，给点利息（日语：殿、利息でござる!）》 （2016年5月14日、松竹）：飾演 加世
- 《好きだから死んでください、お願い》 （2017年8月12日 - 9月8日、MOOSIC LAB2017短編部門作品）：飾演 槙田玲奈
- 《咲-Saki-阿知賀篇 episode of side-A》 （2018年1月20日 - 3月2日、T-JOY）：飾演 亦野誠子

### 廣播劇
- 《AKB48的「我們的故事」》（NHK-FM）
  - 第40集「關於希望」（希望について，2012年9月14日）與第50集「東北最棒！」（東北サイコー!，2013年2月15日）

### 舞台劇
- ブロードウェイミュージカル フットルース（2014年9月15日 - 10月12日）: 飾演 Wendy Joe ( ウェンディ ジョー）
- スイセイ・ミュージカル20周年記念 特別企画第二弾!「広い宇宙の中で」（2015年5月15日 - 17日、博品館劇場）: 飾演 富士光 (富士ひかる）

## 外部連結
- AKB48個人介紹頁（日語）
- Horipro個人介紹頁 （页面存档备份，存于）（日語）
- 岩田華怜官方部落格 （页面存档备份，存于） - LINE BLOG（2016年6月23日 - ）（日語）
- 岩田華怜的X（前Twitter）（日語）
- 岩田華怜的Instagram帳戶（日語）
- 岩田華怜的TikTok（日語）
- YouTube上的岩田華怜頻道（日語）